# 米格爾·戈麥斯 (導演)
米格爾·戈麥斯（葡萄牙語：Miguel Gomes，1972年2月20日—），葡萄牙電影導演。他在里斯本戲劇與電影學校研究電影，在葡萄牙媒體上擔任影評人，發表多篇相關的電影理論。

## 生平
2012年，執導的黑白電影《禁戀》入選第62屆柏林影展正式競賽單元，獲得銀熊獎之一的亞佛雷德鮑爾獎與會外費比西國際影評人獎。2015年，他完成六小時的電影作品《一千零一夜》，採取多段式的故事結構，批判葡萄牙政府採取撙節政策，於第68屆坎城影展導演雙週單元中首映。2024年，執導的電影《壯遊》入選第77屆坎城影展正式競賽單元，最終獲得最佳導演獎。

## 執導作品
- 2004年：《你值得什麼（葡萄牙語：A Cara Que Mereces）》（A Cara que Mereces）
- 2008年：《金色八月天》（Aquele Querido Mês de Agosto）
- 2012年：《禁戀（葡萄牙語：Tabu (filme de 2012)）》（Tabu）
- 2015年：（As Mil e uma Noites）
- 2021年：《月八拍片日記》（Diários de Otsoga）（與莫琳·法森代爾聯合執導）
- 2024年：《壯遊（英语：Grand Tour (film)）》（Grand Tour）
- TBA：《野性》（Selvajara）

## 外部連結
- 米格爾·戈麥斯在互联网电影资料库（IMDb）上的資料（英文）